# بام بام (مصارع محترف)
بام بام (بالإسبانية: Bam Bam)‏ هو مصارع محترف مكسيكي، ولد في 22 نوفمبر 1985 في مدينة مكسيكو في المكسيك.

## روابط خارجية
- بام بام على موقع CageMatch worker (الإنجليزية)